# Nyong
Nyong – rzeka w Kamerunie. Ma około 640 km długości. Uchodzi do Zatoki Gwinejskiej.